# Кага (провинция)
Провинция Кага (яп. 加賀国 кага но куни, «Страна Кага» или 加州 касю:, «провинция Кага») — историческая провинция Японии в регионе Тюбу в центре острова Хонсю. Соответствует южной части современной префектуры Исикава.

## История
Провинция Кага была образована в 823 году в результате раздела провинции Этидзэн. Центр новой административной единицы находился в современном городе Комацу.
С XIV века до конца XV века провинцией Кага руководил род Тогаси, однако он был свергнут местными буддистами школы Исияма Хонган-дзи. На землях провинции была образована первая в истории Японии теократическая республика. В XVI веке она была свергнута войсками Оды Нобунаги.
В период Эдо (1603—1868) провинция Кага принадлежала роду Маэда, одному из главных вассалов сёгуната.
В результате административной реформы в 1872 году провинция Кага вошла в состав префектуры Исикава.

## Уезды провинции Кага
- Энума (яп. 江沼郡)
- Исикава (яп. 石川郡)
- Кага (яп. 加賀郡)
- Номи (яп. 能美郡)